# Luzón
Luzón è un comune spagnolo di 72 abitanti situato nella comunità autonoma di Castiglia-La Mancia.